# Lichtenau (Stützengrün)
Lichtenau ist ein Ortsteil der sächsischen Gemeinde Stützengrün im Erzgebirgskreis.

## Geographie

### Lage
Lichtenau liegt im Westerzgebirge, am Rand des Hartmannsdorfer Forstes. Höchste Erhebung ist der Hohe Stein mit 666 m NN. Der durch den Ort fließende Friedrichsbach mündet am unteren Ortsausgang von Bärenwalde in den Rödelbach. Am Ortsrand entspringt der Filzbach, welcher im Hartmannsdorfer Forst bei Schneeberg zum Filzteich aufgestaut wird.

### Nachbargemeinden

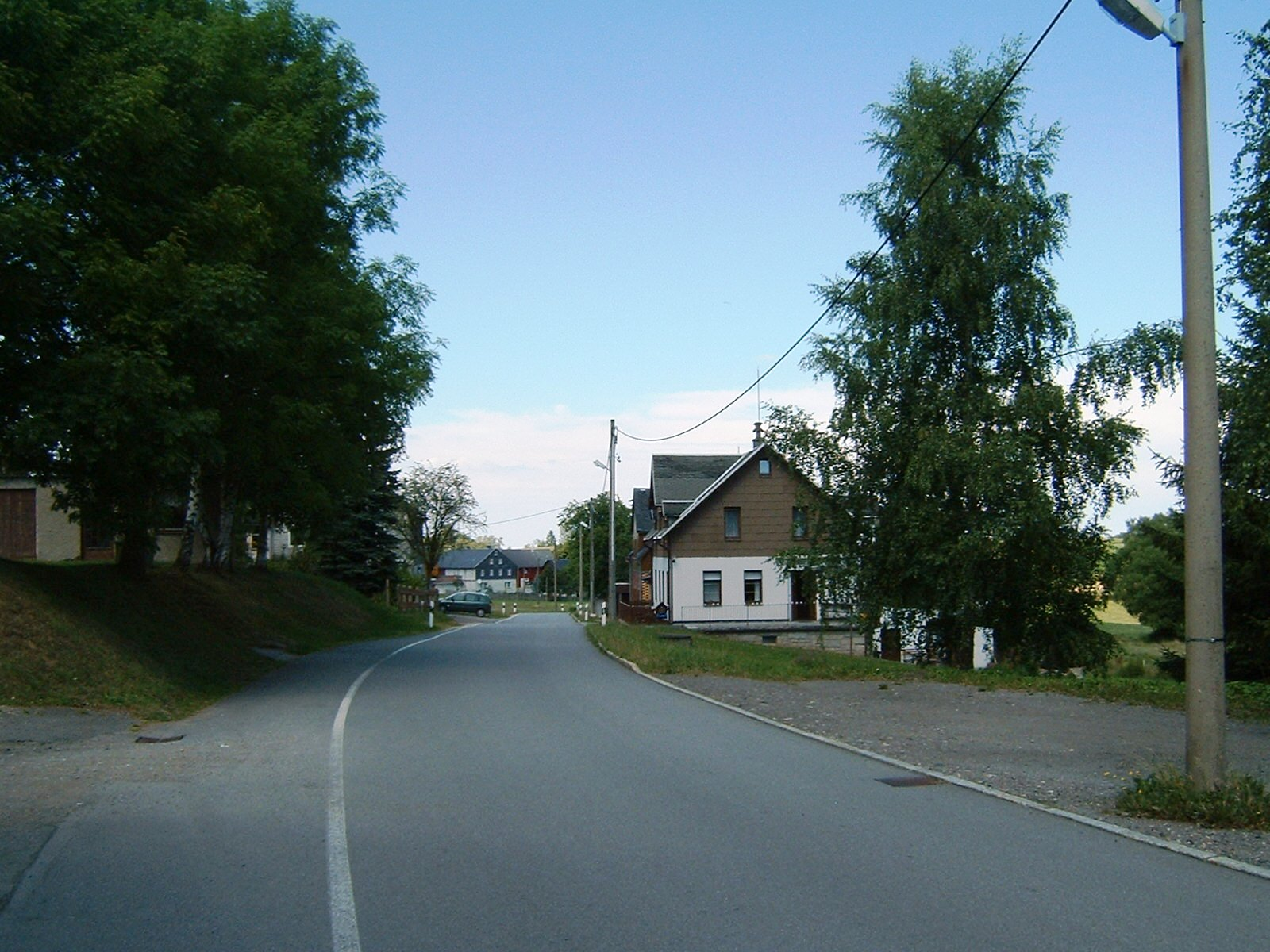
Hauptstraße

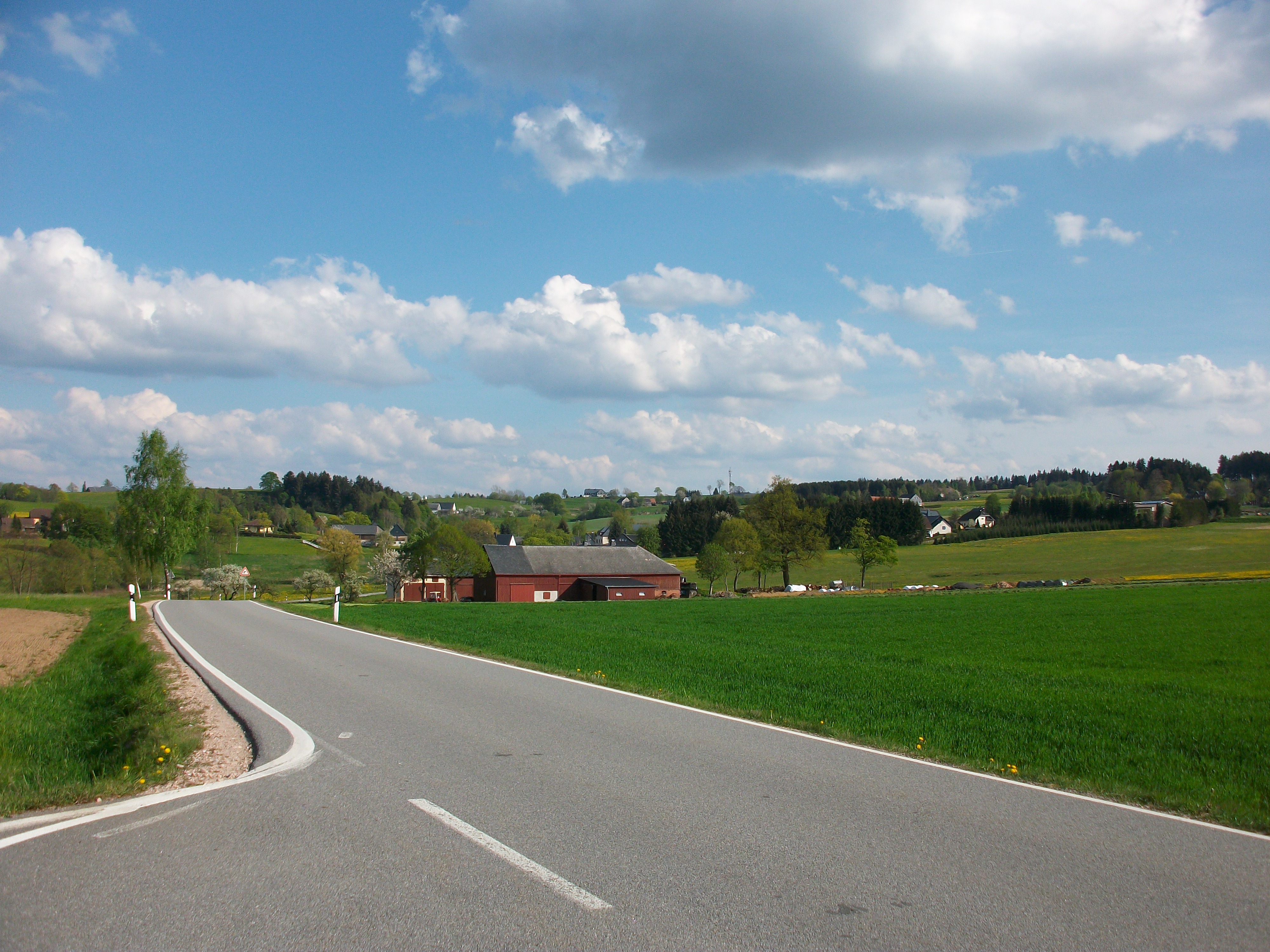
Teilansicht der Streusiedlung Lichtenau (2016)

| Bärenwalde (2 km)      | Hartmannsdorf (4 km)                        | Lindenau (7 km)   |
|                        | Kompassrose, die auf Nachbargemeinden zeigt | Hundshübel (2 km) |
| Rothenkirchen (3,5 km) | Stützengrün (2 km)                          |                   |

## Geschichte

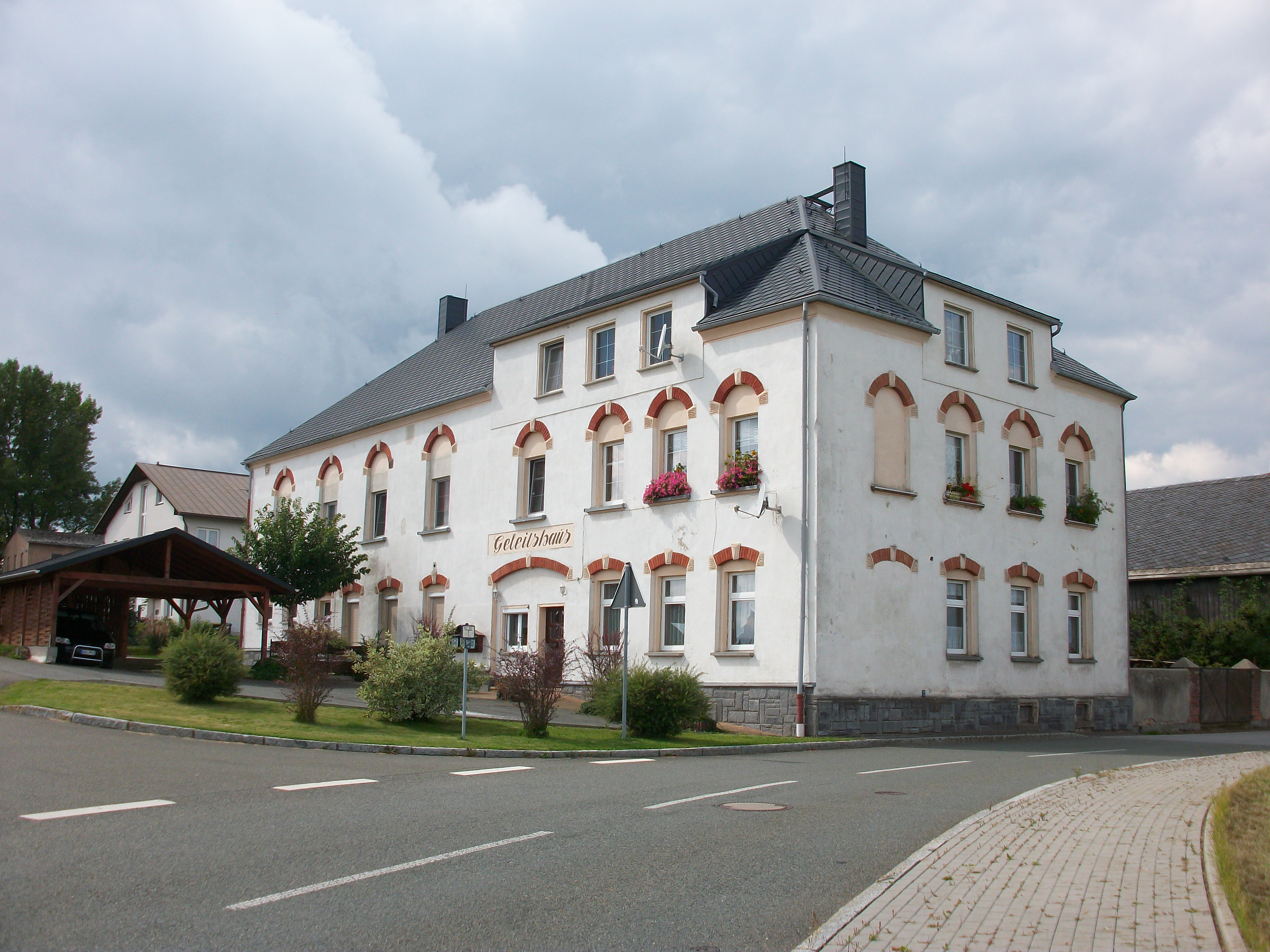
Ehem. Gaststätte „Geleitshaus“ in Lichtenau

Eine erste urkundliche Erwähnung des Ortes ist für 1350 nachweisbar. Lichtenau gehörte lange Zeit zum Amt Wiesenburg (bis 1843). Nach einer kurzzeitigen Zugehörigkeit zum Amt Kirchberg kam der hauptsächlich landwirtschaftlich geprägte Ort ab 1873 zur Amtshauptmannschaft Zwickau und später zum umbenannten Kreis Zwickau. Ab 1953 war Lichtenau verwaltungstechnisch dem Kreis Aue unterstellt und wurde 1996 nach Stützengrün eingemeindet. Kirchlich ist es bis heute in die ev.-luth. Dorfkirche Bärenwalde gepfarrt, welche zum Kirchenbezirk Zwickau und nicht nach Aue gehört.
Das Streudorf wurde am 1. Januar 1996 im Zuge der Gemeindegebietsreform nach Stützengrün eingemeindet.

## Entwicklung der Einwohnerzahl
| Jahr | Einwohnerzahl                             |
| ---- | ----------------------------------------- |
| 1554 | 21 besessene Mann, 1 Häusler, 13 Inwohner |
| 1764 | 29 besessene Mann, 10 Häusler, 3 ½ Hufen  |
| 1834 | 541                                       |
| 1871 | 582                                       |
| 1890 | 471                                       |

| Jahr | Einwohnerzahl |
| ---- | ------------- |
| 1910 | 518           |
| 1925 | 534           |
| 1939 | 512           |
| 1946 | 553           |
| 1950 | 628           |

| Jahr | Einwohnerzahl |
| ---- | ------------- |
| 1964 | 528           |
| 1990 | 440           |
| 1995 | 484           |

## Verkehr
Die Bundesstraße 169 führt an Lichtenau vorbei. Seit der Neutrassierung im Jahr 2010 verläuft die Straße nicht mehr durch Hundshübel, sondern wurde näher an Lichtenau herangelegt.